# 翁 (姓)
翁（おう）は、漢姓のひとつ。中国、台湾、日本などに分布する。『百家姓』の200番目。
中華圏全体では目立って多い姓ではなく、2020年の中華人民共和国の統計では人数順の上位100姓に入っていないが、福建省や台湾に多い。台湾の2018年の統計では47番目に多い姓で、93,602人がいる。
なお、琉球王国の翁氏については翁氏永山殿内を参照。

## 歴史
『広韻』では『漢書』貨殖伝の翁伯という人物をあげるが、対応する『史記』では雍伯となっており、確実な翁姓の例とはなしがたい。
今の福建省の出身で、唐末から五代十国の閩王の王審知に仕えた翁承賛という政治家・詩人が知られる。『福建通志』によると福清の人であったという。
福建、広東、台湾一帯の伝承によると、洪、江、翁、方、龔、汪の6つの姓の先祖は元々翁承賛の甥で、閩の補闕郎中・翁乾度の6人の息子であったが、閩が滅亡した時に翁乾度が莆田に避居し、息子のうち5人が改姓し、宋の初年に6人が共に進士に及第した。そのため、現在はこの6つの姓が併せて「六桂」と呼ばれ、「六桂堂」という宗親組織もある。

## 著名な人物
- 翁方綱 - 清初の文人。
- 翁同龢 - 清末の政治家。
- 翁文灝 - 地質学者、政治家。
- ジュディ・オング（翁倩玉）- 台湾出身の日本の歌手、女優、版画家。
- バーバラ・ヨン（中国語版）（翁美玲） - 香港のテレビ女優。
- イボンヌ・ヨン（中国語版）（翁虹） - 香港の女優。
- 翁鈴佳 - 日本の歌手。父親が台湾人。

## 日本の姓
翁（おきな、おう）は、日本人の姓の一つである。東京都、大阪府、富山県発祥。
岐阜県や広島県に同様に地名がみられ佳字としてもちいられる。大きい場所や地域などの意味が転化した。神奈川県、長野県、宮城県などにもみられる。於井氏や尾井氏が関連姓。